# Joaquim Coll i Astrell
Joaquim Coll i Astrell (Barcelona, 1855 - 1910) fou un metge i publicista català.
Era doctor en medicina, però va exercir poc temps la seva carrera i es va dedicar al periodisme. Militava en el carlisme, però se'n va separar l'any 1888, adherint-se al Partit Integrista liderat per Ramón Nocedal. El mateix any va fundar i dirigir a Barcelona el Diario de Cataluña per a contrarrestar la influència del diari carlí El Correo Catalán que dirigia Lluis Maria de Llauder.
Per causa d'una malaltia, va ser substituït per Jacint de Macià com a director del Diario de Cataluña fins al gener de 1890, que en va assumir novament la direcció. Va dimitir però el 10 de juny de 1891, havent trobat menyscabat el seu honor després que el secretari de càmara del bisbat de Barcelona escribís a l'arquebisbat de Toledo informant sobre un assumpte de diners relacionat amb la devolució d'uns fons dipositats al Palau Episcopal de Barcelona, que Coll i Astrell havia sol·licitat per a una làpida a la basílica de Santa Leocàdia de Toledo commemorant el XIII centenari de la conversió del rei Recared al III Concili de Toledo. Posteriorment el diari fou renomenat Diario Catalán i n'assumí novament la direcció. Des de les seves columnes Coll i Astrell va defensar els drets del romà pontífex, arribant a proposar «que els catòlics de tot el món regalessin una esquadra al Papa».
El 1895 va ser nomenat redactor en cap del principal diari integrista espanyol, El Siglo Futuro. Malgrat la seva adscripció a l'escissió integrista, va seguir mantenint bones relacions amb els carlins i va ser designat bibliotecari per l'Ateneu Carlista de Madrid.
En la seva faceta d'historiador, va escriure una obra sobre l'Exèrcit i l'Armada d'Espanya per a un certamen organitzat pels militars, que va ser premiada i el triomf li va merèixer ser admès com a membre corresponsal de l'Acadèmia de la Història.

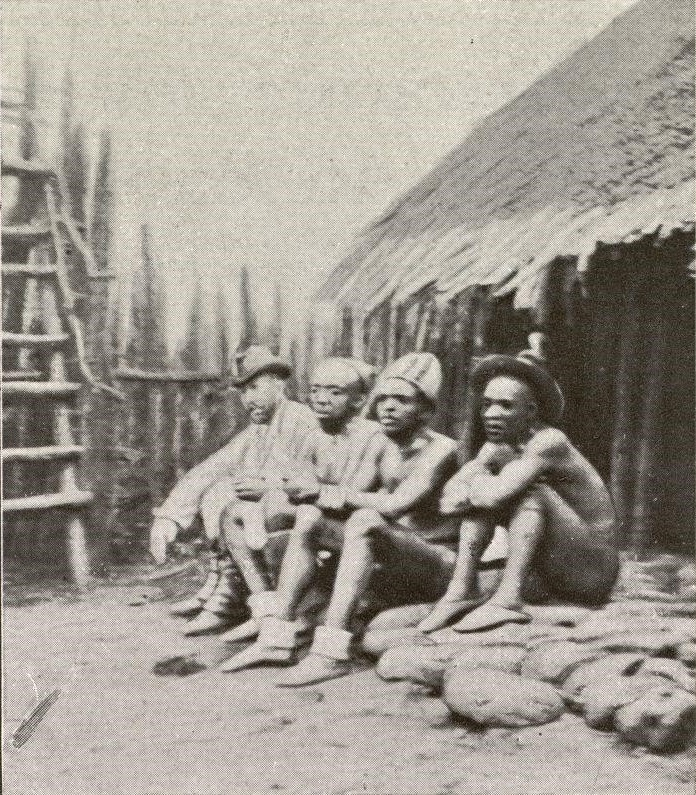
Joaquim Coll i Astrell amb el rei dels bubis i altres capitosts indígenes a l'illa de Fernando Poo.

Va ser també col·laborador de La ciencia médica escolástica i de Las Noticias, de Barcelona. Va dirigir després La Información i El Diario Médico-Farmacéutico i a l'abril de 1910 la revista África, destinada al foment dels interessos d'Espanya, tant al Marroc com al golf de Guinea. Posseïa importants propietats a l'illa de Fernando Póo, on va passar bastants temporades i va estudiar com fer de l'illa una font de riquesa per a Espanya.
Polític, sociòleg i fervent regionalista, va dirigir a Barcelona el setmanari El Pensamiento Regional. Va mantenir una estreta amistat tant amb Ramón Nocedal com amb el polític carlista Juan Vázquez de Mella.

## Obres
- Diccionario Universal de Ciencias, Letras y Artes (1900)
- Monografía histórica del Centro del Ejército y de la Armada (1902)
- Datos y antecedentes para la fundación de un banco agrícola colonial que tendría por objeto la colonización y mejoramiento moral y material de Fernando Póo